# Taraxacum prilipkoi
Taraxacum prilipkoi là một loài thực vật có hoa trong họ Cúc. Loài này được Czerep. miêu tả khoa học đầu tiên năm 1994.